# Даррен Кіт
Даррен Кіт (англ. Darren Keet, нар. 5 серпня 1989, Кейптаун) — південноафриканський футболіст, який грає на позиції воротаря в клубі «Кейптаун Сіті» та національній збірній ПАР.

## Клубна кар'єра
Даррен Кіт народився в Кейптауні, та розпочав займатися футболом у юнацькій команді місцевого клубу «Аякс», пізніше продовжував займатися у юнацьких командах «Еджмід» та «Ботасіг». У 2007 році Кіт став гравцем команди вищого дивізіону ПАР «Васко да Гама», в якій грав протягом року. У 2008 році він стає гравцем іншої південноафриканської команди «Бідвест Вітс», у складі якої в 2010 році стає володарем Кубка ПАР. У 2011 році Даррен Кіт стає гравцем бельгійського клубу «Кортрейк», за який грає протягом 5 років. У 2016 році повертається до клубу «Бідвест Вітс», з яким у сезоні 2016—2017 років стає чемпіоном країни. У 2019 році Кіт стає гравцем бельгійського клубу «Ауд-Геверле». У 2021 році футболіст повертається на батьківщину, де стає гравцем клубу «Кейп Умоя Юнайтед», утім вже цього ж року він переходить до клубу «Кейптаун Сіті».

## Виступи за збірну
У складі національної збірної ПАР Даррен Кіт дебютував у 2013 році. У складі збірної брав участь у Кубок африканських націй 2019 року. На кінець листопада зіграв у складі збірної 13 матчів.

## Титули і досягнення
- Чемпіон ПАР (1):

«Бідвест Вітс»: 2016—217
- Володар Кубка ПАР (1):

«Бідвест Вітс»: 2010